# Lingue romanze

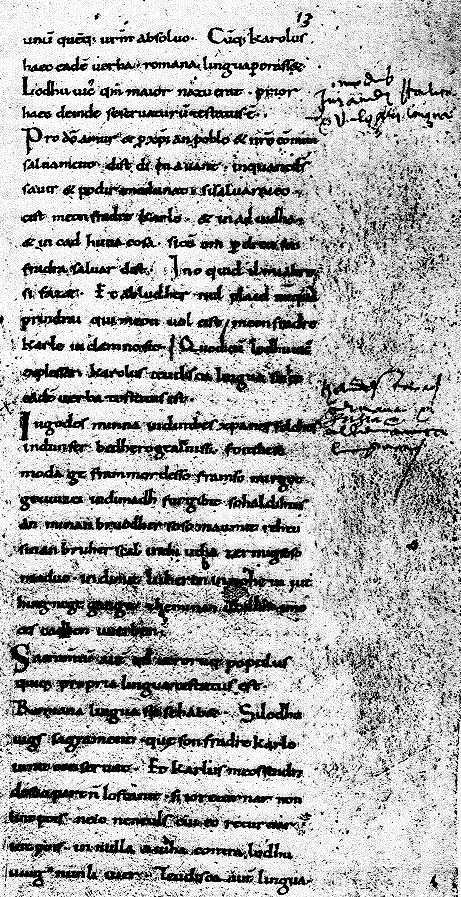
Estratto dai Sacramenta Argentariae (842) altrimenti noti come Serment de Strasbourg o Giuramento di Strasburgo (vedi nascita lingue romanze)

Le lingue romanze, o lingue neolatine, sono le lingue derivate dal latino. Le principali lingue romanze sono l'italiano, il romeno, il portoghese il francese e lo spagnolo. Esse sono l'evoluzione diretta non del latino classico, bensì di quello volgare, ossia "parlato dalla maggior parte della popolazione" (dal latino vulgus, "popolo"), costituito dalle varietà linguistiche sviluppatesi a seguito dell'espansione dell'Impero romano. Più di un miliardo di persone ha come lingua madre una lingua romanza, mentre più di un miliardo e mezzo (oltre un sesto della popolazione mondiale) ne parla almeno una come seconda (o altra) lingua.
L'area in cui queste lingue si sono sviluppate e sono ancora parlate nelle loro versioni contemporanee viene chiamata Romània, e corrisponde alla parte occidentale dell'Impero romano, esclusa la Britannia, con l'aggiunta di altre isole linguistiche neolatine minori diffuse nei Balcani (lingue romanze orientali), alle quali si aggiunge grossomodo i territori delle attuali Romania e Moldavia. Nel Nordafrica, a seguito dell'espansione araba (avvenuta nel VIII secolo), ogni volgare latino che vi si era precedentemente sviluppato è andato estinguendosi. Analogamente, la perduranza dell'Impero romano d'Oriente nell'Europa orientale e nell'Anatolia, con l'impiego prevalente della lingua greca a livello ufficiale, ha intralciato la diffusione popolare del latino, prevenendo sviluppi linguistici analoghi a quelli occorsi nell’Europa occidentale e meridionale.
Le lingue romanze, così come il latino classico e i susseguenti latini volgari, vengono classificate nelle diverse ramificazioni delle cosiddette lingue italiche, all’interno dell'albero delle lingue indoeuropee. Dette lingue romanze formano quello che in dialettologia viene chiamato continuum romanzo. Il termine romanzo deriva dall'avverbio latino romanice (a sua volta dall'aggettivo romanicus), riferito al parlare vernacolo (romanice loqui) rispetto al parlare in latino (latine loqui). Da romanicus e romanice deriva la forma francese romanz, da cui l'italiano romanzo.

## Distribuzione geografica

Le lingue romanze in Europa

Originariamente le lingue romanze nacquero e si svilupparono nell'Europa meridionale, un tempo conquistata e colonizzata dagli antichi Romani. Tuttavia grazie alla fase storica di espansionismo territoriale europeo, al conseguente colonialismo dei secoli XVI-XVIII e soprattutto in seguito all'espansione imperialista delle grandi potenze europee nel corso dell'Ottocento, le lingue romanze si diffusero anche in America, in Africa, in Asia e in Oceania, diventando una delle famiglie linguistiche più parlate al mondo.
Da un punto di vista dei locutori madrelingua lo spagnolo è l'idioma più parlato, seguito dal portoghese e dal francese. Per quanto riguarda invece il numero di Paesi in cui è parlata, la lingua più diffusa è il francese, presente in Francia, Svizzera, Belgio, Canada, Caraibi, in molti Stati dell'Africa e negli arcipelaghi dell'Oceano Pacifico. Lo spagnolo è parlato in Spagna e nell'America Latina, laddove il portoghese è presente invece (oltre che al suo nativo Portogallo) in Brasile; il portoghese è ufficiale anche in alcuni paesi africani.
Una significativa diffusione a livello europeo hanno anche il romeno, parlato in Romania e in Moldavia, e più ampiamente l'italiano, ufficiale in Italia, a San Marino, in Svizzera (Canton Ticino e Canton Grigioni), nella Città del Vaticano e nella Regione istriana (Croazia), territori a cui si aggiungono anche diverse isole linguistiche in Slovenia (dove alcuni comuni lo adottano come seconda lingua ufficiale), nel fiumano, in Dalmazia, a Malta, in Corsica, nel Nizzardo, nel Principato di Monaco (dove non gode più di alcun riconoscimento ufficiale), in Albania e in Montenegro.
| Lingua          | Locutori nativi | Numero di Paesi in cui è lingua ufficiale | Paesi in cui è lingua ufficiale                                                                                               |
| --------------- | --------------- | ----------------------------------------- | --- |
| Francese        | 77,3 milioni    | 32                                        | vedi qui |
| Spagnolo        | 463 milioni     | 21                                        | vedi qui |
| Portoghese      | 228 milioni     | 10                                        | vedi qui |
| Italiano        | 64 milioni      | 6                                         | Italia, Svizzera, San Marino, Città del Vaticano, Slovenia (Ancarano, Capodistria, Isola, Pirano), Croazia (Regione Istriana) |
| Rumeno          | 25 milioni      | 3                                         | Romania, Moldavia, Serbia (Voivodina)                                                                                         |
| Catalano        | 10 milioni      | 2                                         | Andorra, Spagna |
| Romancio        | 35 095          | 1                                         | Svizzera |
| Sardo           | 1,3 milioni     | 1                                         | Italia (Sardegna) |
| Creolo haitiano | 8,5 milioni     | 1                                         | Haiti |
| Occitano        | 3,3 milioni     | 1                                         | Francia, Spagna (Val d'Aran)                                                                                                  |

## Classificazione delle lingue romanze
L'unità linguistica, intesa come conformità di usi linguistici all'interno di ampie comunità di parlanti, non è la condizione naturale della lingua. La variazione è del tutto normale e non solo tra le diverse comunità, ma all'interno di ciascuna di esse, ed è limitata soltanto dalla contingente necessità di comunicare.
Già Dante aveva osservato che in una stessa città non si parla allo stesso modo in tutti i rioni. Esistono quattro tipi di variazione: la variazione diatopica, che si realizza nello spazio, ed è la variazione più evidente; la variazione diastratica, che si realizza in una comunità tra le condizioni sociali che concorrono a formare la comunità; la variazione diafasica, che si registra in rapporto ai registri espressivi (solenne, formale, familiare…); la variazione diacronica, che è quella che avviene nel tempo, che è ritenuta la più importante. Naturale dunque che il mondo romanzo si sia frazionato nella molteplicità di varietà che chiamiamo lingue romanze.

### Sostrato
Il latino, estendendosi nel vasto territorio dell'Impero Romano, venne a contatto con lingue diverse. Questo strato linguistico preesistente è detto sostrato o substrato (dal latino substratum), concetto introdotto dal dialettologo Graziadio Isaia Ascoli, che studiò approfonditamente questo fattore.
La lingua dei Romani si impose sulle lingue dei popoli vinti, sostituendosi a esse. Tuttavia, durante il progressivo tracollo politico e militare dell'Impero, il latino cominciò a risentire variamente del loro influsso, soprattutto nella fonetica. La nozione di sostrato ci aiuta a spiegare quei fenomeni (soprattutto fonetici, ma anche in misura minore morfosintattici e lessicali), che non possono ricondursi ai caratteri strutturali del latino. Per questo ci si riferisce alle lingue di sostrato considerandole propriamente come la piattaforma del ceppo neolatino. A titolo di esempio possiamo citare il mutamento di /f/ in /h/ nella regione iberica, attribuito al sostrato pre-indoeuropeo da alcuni studiosi, a quello celtico da altri; erroneamente sono state attribuite al sostrato etrusco la cosiddetta gorgia toscana e al sostrato celtico la mutazione di /u/ in /y/ avvenuta in certe lingue galloitaliche.
Strettamente connesso al concetto di sostrato è il concetto di superstrato. Il superstrato è rappresentato da una lingua che non s'impone sulla lingua parlata in una determinata area linguistica, ma la influenza variamente soprattutto nella fonetica e nel lessico. Abbiamo per esempio un superstrato germanico in Francia e arabo in Spagna. Il valore esplicativo della teoria del sostrato è stato contestato negli ultimi decenni sia dalla linguistica strutturale (che, come cause del mutamento linguistico, ha posto in primo piano fattori interni e sistematici) sia dalla sociolinguistica, che ha approfondito il concetto di interferenza linguistica.

## Le lingue romanze nel ventunesimo secolo

### Principali differenze tra lingue romanze e latino
Le lingue romanze moderne differiscono dal latino classico per vari aspetti:
- Mancano i casi (con l'eccezione del romeno che ne conserva alcuni tratti);
- Manca il neutro, quindi esistono solo due generi grammaticali (fanno eccezione il romeno, l'asturiano, il napoletano e il siciliano, i "plurali sovrabbondanti" italiani e pronomi neutri in catalano, italiano, portoghese e spagnolo);
- Uso degli articoli grammaticali, a partire dai dimostrativi latini;
- Introduzione di nuovi tempi (passato prossimo) e modi verbali (condizionale);
- Sostituzione del tempo perfetto con nuove forme composte dal verbo "essere" o "avere" più il participio passato (con l'eccezione del galiziano e del siciliano in cui si trova una forma verbale derivata più direttamente dal latino).

Uno studio del 1949 del linguista Mario Pei, che analizzava il grado di divergenza tra sette lingue romanze e il latino volgare per quanto riguarda la vocalizzazione dell'accento, sosteneva le seguenti misurazioni della divergenza (con percentuali più elevate che indicano una maggiore divergenza dalle vocali accentate del latino volgare):
- sardo logudorese: 8%
- lingua italiana: 12%
- lingua spagnola: 20%
- lingua romena: 23,5%
- lingua occitana (provenzale): 25%
- lingua portoghese: 31%
- lingua francese: 44%

Lo studio sottolineava, tuttavia, che rappresentava solo "una dimostrazione molto elementare, incompleta e provvisoria" di come i metodi statistici potessero misurare il cambiamento linguistico, assegnava valori in punti "francamente arbitrari" a vari tipi di cambiamento e non confrontava queste lingue rispetto ad alcuna caratteristica o forma di divergenza diversa dalle vocali accentate, tra le altre avvertenze.
La lingua sarda si sviluppò, acquisendo la sua moderna fisionomia, senza stabilire significativi contatti con le altre, e ha conservato in determinati aspetti, oltre al suo substrato autoctono, una maggiore somiglianza col latino. Anche il toscano, da cui deriva la lingua italiana, è ritenuto molto conservativo. La lingua francese è quella più innovativa e discostata dal latino, essendo stata notevolmente influenzata dalle lingue germaniche parlate dagli antichi Franchi, mentre il romeno è una sintesi che affianca a una forte conservazione della base latina elementi innovativi di origine principalmente slava, ma anche daca, greca e turca.

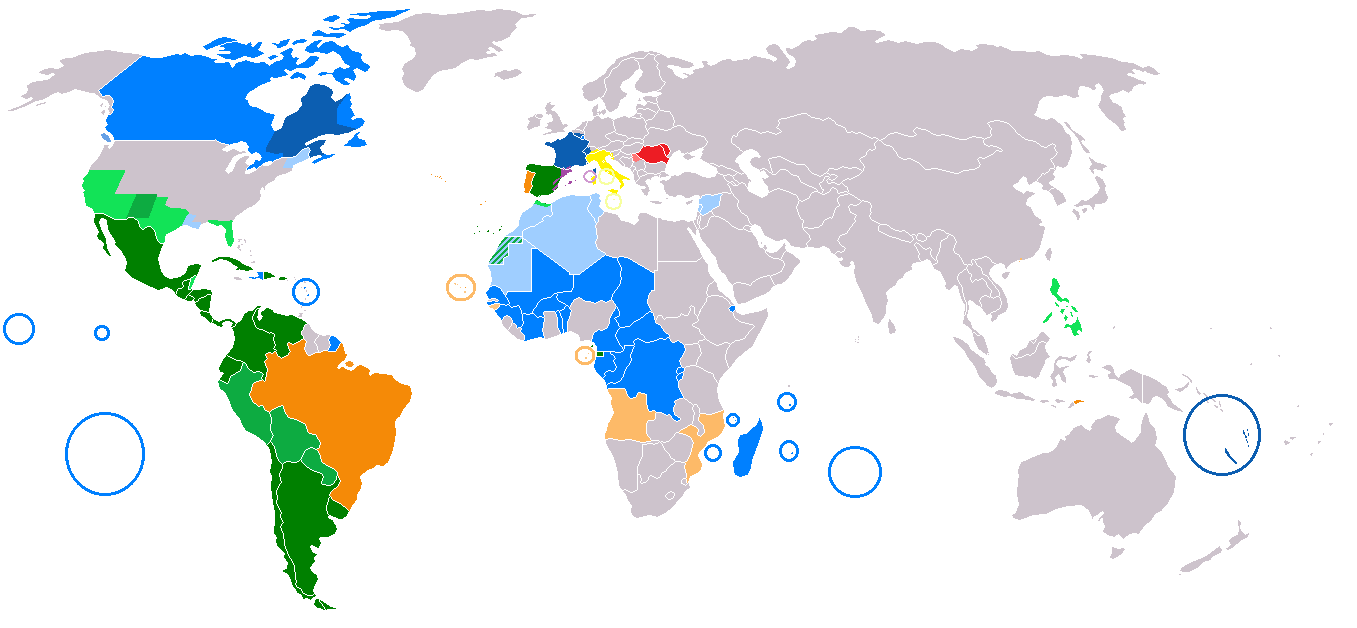
Legenda:
spagnolo
portoghese
francese
italiano
romeno(il colore scuro indica che la lingua è ufficiale; il colore chiaro indica che la lingua è di uso comune o amministrativo).

     spagnolo
     portoghese
     francese
     italiano
     romeno

### Dialetti e lingue romanze
Il numero delle lingue romanze dovrebbe corrispondere a quello di tutte le varietà neolatine (dette dialetti romanzi) parlati all'interno della Romània; solo alcune di queste lingue però hanno subito nel corso del tempo delle normalizzazioni (per il lungo uso, l'opera delle Accademie e dei grammatici nonché il peso della tradizione letteraria) e godono di uno status di ufficialità: il portoghese (con 364 milioni di parlanti), lo spagnolo (con 500 milioni di parlanti), il francese (con circa 267 milioni di parlanti), l'italiano (con circa 68 milioni di parlanti), il romeno (con quasi 30 milioni di parlanti) e il catalano (con quasi 11 milioni di parlanti).
A queste possiamo aggiungere le lingue a cui è stato tributato un qual certo riconoscimento, sebbene non abbiano ricevuto una normalizzazione o l'abbiano ricevuta incompleta o ancora non unanimemente accettata dai locutori: il gallego, il mirandese, l'occitano, il franco-provenzale o arpitano, l'aromeno, il sardo, il corso, il friulano, il ladino dolomitico, il romancio, l'asturiano, l'aragonese, il leonese, il limosino, il piccardo, il vallone, il normanno, il gallo, il ligure, il piemontese, il veneto, il lombardo, l'emiliano, il romagnolo, il napoletano, il siciliano, l'istrioto, l'istroromeno, il meglenoromeno e il giudeo-spagnolo.
Alle popolazioni parlanti in Italia dodici lingue, tra cui l'occitano, il francoprovenzale, il sardo, il friulano e il ladino dolomitico, è stato riconosciuto dal Parlamento italiano, in attuazione all'art. 6 Cost. con la L. 482/99, lo status di minoranza linguistica storica. Gli idiomi catalogati dai linguisti come gallo-italici, liguri, piemontesi, veneti, lombardi, emiliani, romagnoli, napoletani, siciliani, possono invece trovare un riconoscimento legislativo esclusivamente culturale in attuazione all'art. 9 Cost. italiana quali componenti del "patrimonio culturale linguistico" delle singole regioni italiane.
Ci sono anche idiomi che non hanno avuto alcuna normalizzazione, perché sono parlati da un numero molto ristretto di persone.
| Latino         | Sardo           | Italiano                    | Corso            | Napoletano     | Spagnolo | Portoghese | Occitano                   | Catalano   | Veneto         | Lombardo      | Emiliano (Bolognese) | Friulano       | Piemontese     | Francese  | Siciliano (Standard) | Romeno                 |
| -------------- | --------------- | --------------------------- | ---------------- | -------------- | -------- | ---------- | -------------------------- | ---------- | -------------- | ------------- | -------------------- | -------------- | -------------- | --------- | -------------------- | ---------------------- |
| aquam          | abba/àcua       | acqua                       | acqua            | acqua          | agua     | água       | aiga                       | aigua      | àcua           | aqua/eiva/ova | âcua                 | aghe           | eva            | eau       | acqua                | apă                    |
| acutum         | agúdu           | acuto                       | acutu            | acuto          | agudo    | agudo      | agut                       | agut       | agùo           | aguzz         | agózz                | acût           | uss            | aigu      | acutu                | (ascuțit)              |
| apem/apiculam  | àbe/i           | ape                         | ape              | apa            | abeja    | abelha     | abelha                     | abella     | ava            | ava           | èv                   | âf             | avija          | abeille   | apa                  | albină                 |
| aurum          | oru             | oro                         | oru              | oro            | oro      | ouro       | aur                        | or         | òro            | òr            | ôr                   | aur            | òr             | or        | oru                  | aur                    |
| caseum         | casu            | cacio (toscano) (formaggio) | casgiu           | caso/furmaggio | queso    | queijo     | (formatge)                 | (formatge) | (formajo)      | (formai)      | (furmâi)             | (formadi)      | formagg/formai | (fromage) | frumaggiu            | caș «formaggio fresco» |
| cælum          | chelu/celu      | cielo                       | cielu            | celo           | cielo    | céu        | cél                        | cel        | cieło/siél     | cel           | zîl                  | cîl            | cel/sel        | ciel      | celu                 | cer                    |
| cantare        | cantare/i       | cantà (toscano) cantare     | cantà            | cantà          | cantar   | cantar     | cantar                     | cantar     | cantàr         | cantà         | cantèr               | cjantâ         | canté          | chanter   | cantàri              | a cânta                |
| caballum       | caddu/cuaddu    | cavallo                     | cavallu/cavaddu  | cavallo        | caballo  | cavalo     | chival/chivau/chaval/caval | cavall     | cavało/cavàl   | cavall        | cavâl                | cjaval         | caval          | cheval    | cavaḍḍu              | cal                    |
| capram         | craba           | capra                       | capra            | crapa          | cabra    | cabra      | craba/cabra/chavra         | cabra      | càvara         | cavra         | chèvra               | cjavre/cjare   | crava          | chèvre    | crastu/crapa         | capră                  |
| carricare      | carrigare       | caricare                    | carrecà          | carrecà        | cargar   | carregar   | cargar                     | carregar   | cargàr         | carregà       | carghèr              | cjariâ         | carié          | charger   | carricari            | a încărca              |
| clavem         | crae/i          | chiave                      | chjave/-i        | chiava         | llave    | chave      | clau                       | clau       | ciave          | ciav          | cèv                  | clâf           | ciav           | clef      | chiavi               | cheie                  |
| ecclesiam      | crésia          | chiesa                      | chjesa           | chiesa         | iglesia  | igreja     | glèisa                     | església   | céxa           | jesa          | cîṡa                 | glesie         | gesia          | église    | cresia               | (biserică)             |
| deum/deus      | deus            | dio                         | diu              | dijo           | dios     | deus       | deus                       | déu        | dio            | dio           | dio                  | diu            | (de)           | dieu      | diu                  | dumnezeu               |
| digitus        | didu (poddighe) | dito                        | ditu             | rito           | dedo     | dedo       | det                        | dit        | déo            | did           | dîd                  | dêt            | di             | doigt     | ditu                 | deget                  |
| ego            | ègo/deu/deo     | io                          | eiu              | ije            | yo       | eu         | ieu/jo                     | jo         | (mi)           | (mi)          | (mé)                 | jo             | (mi)           | je        | iu                   | eu                     |
| facere         | fàghere/fàiri   | fà (toscano) fare           | fà               | fà             | hacer    | fazer      | far, faire, Hèr            | fer        | fàr            | fà            | fèr                  | fâ             | fé             | faire     | fari                 | a face                 |
| ferrum         | ferru           | ferro                       | ferru            | fierro         | hierro   | ferro      | fer                        | ferro      | fèro/fèr       | fèr           | fèr                  | fier           | fer            | fer       | ferru                | fier                   |
| filium         | fizu/fillu      | figlio                      | figliolu/fiddolu | figglio        | hijo     | filho      | Fiu/filh/Hilh              | fill       | fio/fiòło/fiòl | fiœ           | fiôl                 | fi/fiu         | fij            | fils      | figghiu              | fiu                    |
| focum          | fógu            | foco (toscano) fuoco        | fuocu            | foco           | fuego    | fogo       | foc                        | foc        | fógo/foc       | fœg           | fûg                  | fûc            | feu            | feu       | fòcu                 | foc                    |
| formicam       | formiga         | formica                     | formica          | furmicula      | hormiga  | formiga    | formiga                    | formiga    | formiga        | formiga       | furmîga              | furmie         | formija        | fourmi    | furmícula            | furnică                |
| flammam        | framma          | fiamma                      | fiamma           | ciamma         | llama    | chama      | flama                      | flama      | fiàma          | fiamma        | fiâma                | flame          | fiama          | flamme    | ciamma               | flacără                |
| homō (hominem) | ómine/i         | omo (toscano) uomo          | omu              | hommo          | hombre   | homem      | òme                        | home       | òmo            | omm           | òmen                 | om/omp         | òm             | homme     | omu/cristianu        | om                     |
| hospitalem     | ispidale        | ospedale                    | spedale/spidali  | spitàle        | hospital | hospital   | espitau                    | hospital   | ospeàl/ospedàl | ospedaa       | ṡbdèl                | ospedâl/spedâl | ospijal        | hôpital   | spitali              | spital                 |
| iucare         | giugare         | giocare                     | giocà            | jucà           | jugar    | jogar      | jugar                      | jugar      | zogàr          | giugà         | żughèr               | zuiâ           | gioghé/giové   | jouer     | jucari               | juca                   |
| lactem         | late/i          | latte                       | latti            | llatte         | leche    | leite      | lach/let                   | llet       | late/lat       | lat/lacc      | lât                  | lat            | lait/lacc      | lait      | latti                | lapte                  |
| linguam        | limba/lingua    | lingua                      | lingua           | lengua         | lengua   | língua     | lenga                      | llengua    | léngoa         | lengua        | längua               | lenghe         | lenga          | langue    | lingua               | limbă                  |
| petram         | pedra/perda     | pietra                      | pietra           | preta          | piedra   | pedra      | pedra                      | pedra      | piera          | pedra         | prêda                | piere          | pera           | pierre    | petra                | piatră                 |
| potere         | podere          | potere                      | potere           | puté           | poder    | poder      | poder                      | poder      | podér          | podè          | psair                | podê           | podèj/povèj    | pouvoir   | putiri               | a putea                |
| pacem          | pache/paxi      | pace                        | pacz             | pace           | paz      | paz        | patz                       | pau        | paxe           | paas          | pèṡ                  | pâs            | pas            | paix      | paci                 | pace                   |
| plateam        | pratza          | piazza                      | piazza           | chiazza        | plaza    | praça      | plaça                      | plaça      | piasa          | piaza         | piâza                | place          | piasa          | place     | chiazza              | piață                  |
| pontem         | ponte           | ponte                       | ponte            | pónte          | puente   | ponte      | pònt                       | pont       | pónte/pónt     | pont          | pånnt                | puint          | pont           | pont      | punti                | punte/pod              |
| rotam          | roda            | rota (arcaico) ruota        | ruota            | rota           | rueda    | roda       | roda                       | roda       | ròda           | rœda          | rôda                 | ruede          | ro(v)a         | roue      | rota                 | roată                  |
| ventum         | bentu           | vento                       | ventu            | viento         | viento   | vento      | vent                       | vent       | vénto/vént     | vent          | vänt                 | àiar           | vent           | vent      | ventu                | vânt                   |
| oculum         | ogru            | occhio                      | occhiu           | uocchio        | ojo      | olho       | uèlh                       | ull        | òcio           | œgg           | òc'                  | voli           | euj/eugg       | œil       | occhiu               | ochi                   |
| saponem        | sabone          | sapone                      | saponi           | sapone         | jabón    | sabão      | sabon                      | sabó       | saón           | savon         | savån                | savon          | savon          | savon     | sapuni               | săpun                  |
| solem          | sole/i          | sole                        | sole             | sole           | sol      | sol        | sol                        | sol        | sol            | sul           | såul                 | soreli         | sol            | soleil    | soli                 | soare                  |
| noctem         | note/i          | notte                       | notte            | notta          | noche    | noite      | nuech/nuèit                | nit        | note           | nocc          | nòt                  | gnot           | neuit/neucc    | nuit      | notti                | noapte                 |

N.B. Questa tabella ha uno scopo puramente esemplificativo e pertanto contiene un numero limitato di lingue. Le lingue sono state scelte per il loro discostarsi progressivo dal latino, da sinistra a destra, ponendole tanto più a destra quanto più sono discoste dal quest'ultimo. Occitano e catalano sono incluse entrambe allo scopo di mostrare la transizione tra due lingue assai prossime tra loro. (n.b: il francese, pur essendosi evoluto maggiormente rispetto al romeno, accoglie più radici latine.)

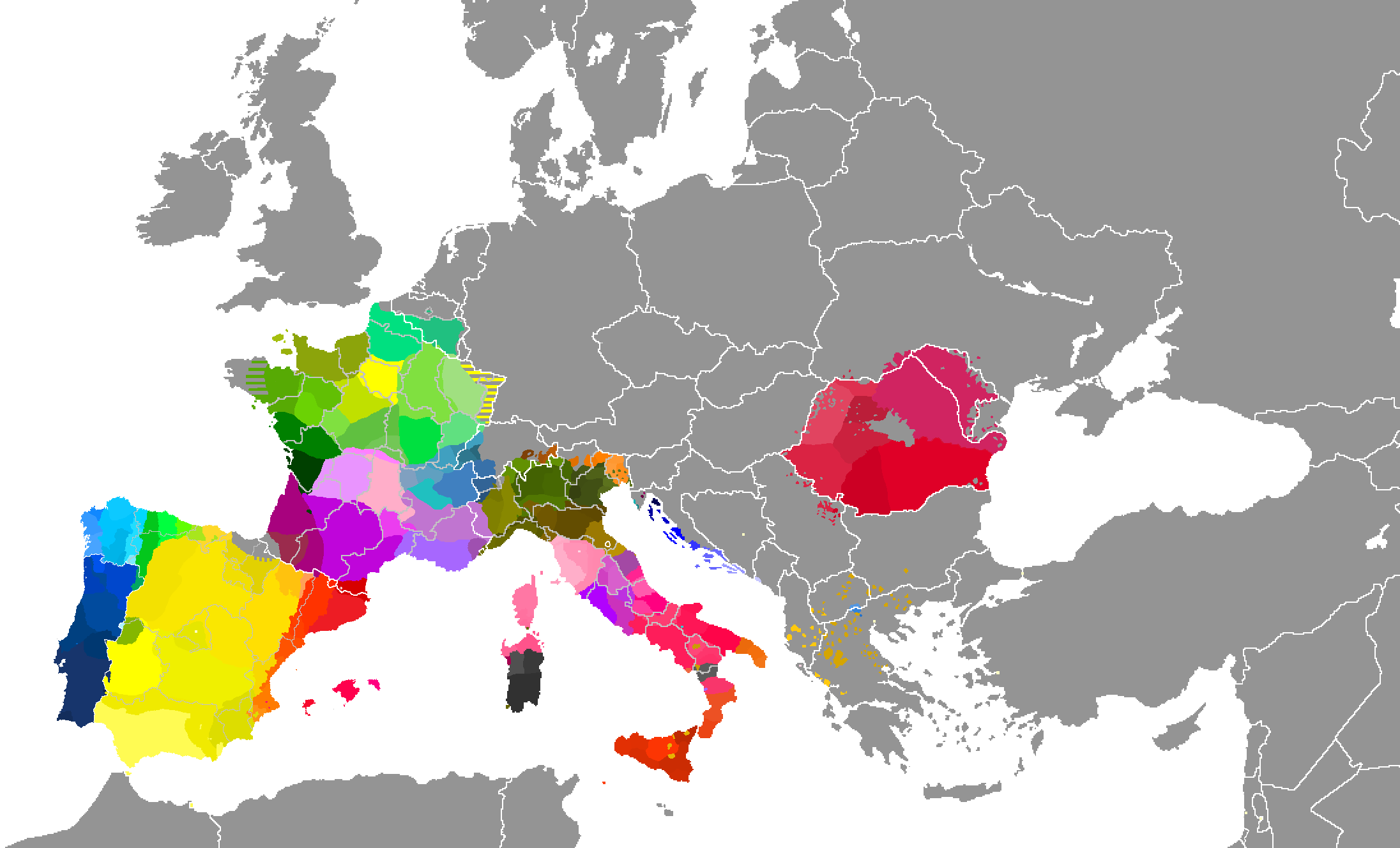
Lingue e dialetti romanzi

### Problemi di riconoscimento
Sebbene tra i linguisti sia comunque prevalente la tendenza a non distinguere tra dialetto e lingua da un punto di vista sostanziale, l'attribuzione dello status di lingua piuttosto che di dialetto a questa o quella parlata risulta sempre essere problematica e gravida di polemiche, in quanto le lingue sono quasi sempre sentite come intimamente legate al concetto di nazione e, per questo, la loro categorizzazione risente notevolmente di spinte sociopolitiche che talvolta tengono in poco o nessun conto criteri filologici o sociologici di classificazione.
Un esempio esplicativo può essere il seguente: istrorumeno, meglenorumeno e arumeno non hanno status ufficiale di lingua (da un punto di vista politico) pur essendo più discoste dal romeno del moldavo (lingua ufficiale della Repubblica moldava).
Un altro esempio è quello del corso, riconosciuto sin dal 1974 come lingua regionale dalla legge francese e dalla classificazione ISO 639 sebbene (in quanto parte del gruppo toscano) sia ben più vicina all'italiano letterario di quanto non lo siano, ad esempio, i dialetti italiani mediani come quelli umbro - marchigiani, che invece non godono di alcun riconoscimento.
Va inoltre segnalato che le varietà romanze formano un continuum dialettale; questo implica che a livello dialettale la transizione da una parlata all'altra sia quasi sempre appena avvertibile, senza distinzioni nette. È dunque impossibile dare un esauriente e definitivo elenco delle parlate romanze, in quanto i caratteri identificativi di una parlata sfumerebbero inevitabilmente in quelli delle parlate vicine; dunque a formare un'identità locale concorrono fattori di coscienza e di storia comune più che di effettiva differenza linguistica.
Secondo alcuni linguisti italiani, per questo motivo istanze di natura sociale, culturale, politica ed economica giocano un ruolo fondamentale nei dibattiti se considerare un dato idioma come "lingua" o "dialetto", nonostante tale distinzione non trovi alcun supporto solido da un punto di vista strettamente linguistico. Idiomi che non hanno ottenuto lo status di "lingua ufficiale" o che non possiedono una tradizione letteraria significativa o che non hanno sviluppato una forma standard su base almeno regionale, sono spesso andati incontro a frammentazioni o persino all'estinzione. D'altra parte, secondo alcuni linguisti italiani, alcuni idiomi che pure vantano produzioni letterarie anche notevoli e che sono parlati da milioni di locutori (ad esempio il napoletano), non hanno mai ottenuto uno status di lingua ufficiale per motivazioni storiche e socio-economiche.
Nelle più importanti università italiane gli idiomi neo-latini parlati in Italia, sulla base di considerazioni linguistiche (morfologiche, lessicali, ecc.), sono classificati in tre gruppi: gruppo reto-romancio (friulano e ladino), gruppo italiano e gruppo sardo. Il gruppo italiano (a cui appartiene anche il napoletano) costituisce il sistema linguistico italiano assieme all'italiano standard. Il gruppo reto-romancio a livello internazionale è considerato alla unanimità un gruppo autonomo nell'ambito delle lingue romanze.

## Grado di somiglianza lessicale tra lingue romanze
Secondo Ethnologue.
| %          | Catalano | Francese | Lombardo | Italiano | Portoghese | Romancio | Romeno | Spagnolo | Sardo |
| ---------- | -------- | -------- | -------- | -------- | ---------- | -------- | ------ | -------- | ----- |
| Catalano   |          | 85       | 85       | 87       | 85         | 76       | 73     | 85       | 76    |
| Francese   | 85       |          | 89       | 89       | 75         | 78       | 75     | 75       | 80    |
| Lombardo   | 85       | 89       |          | 89       | 77         | 85       | 75     | 77       | 80    |
| Italiano   | 87       | 89       | 89       |          | 80         | 78       | 77     | 82       | 85    |
| Portoghese | 85       | 75       | 77       | 80       |            | 74       | 72     | 89       | 76    |
| Romancio   | 76       | 78       | 85       | 78       | 74         |          | 72     | 74       | 75    |
| Romeno     | 73       | 75       | 75       | 77       | 72         | 72       |        | 71       | 74    |
| Spagnolo   | 85       | 75       | 77       | 82       | 89         | 74       | 71     |          | 76    |
| Sardo(a)   | 76       | 80       | 80       | 85       | 76         | 75       | 74     | 76       |       |

(a)I valori associati alla lingua sarda sono ambigui, dal momento che Ethnologue, ascrivendola alla famiglia romanza meridionale, la classifica come una macro-lingua che include anche il sassarese e il gallurese, varietà pur linguisticamente appartenenti al gruppo delle lingue italo-dalmate.

## Storia delle lingue romanze
Le lingue vive sono organismi in continua evoluzione: quando una lingua smette di evolversi e resta fissata nel suo lessico e nella sua struttura, generalmente si ha a che fare con una lingua morta, come è il latino.
È difficile stabilire una regola attraverso la quale si può individuare il momento preciso nel quale una lingua muore e nasce un nuovo idioma.
In assenza di una documentazione sufficiente, come nel caso della nascita delle lingue romanze, occorre ricorrere, come vedremo, a date convenzionali, coincidenti con quelle dei documenti più antichi pervenutici nei quali appare per la prima volta la testimonianza scritta di una lingua abbastanza discosta, per lessico e struttura, da quelle precedentemente note.
Sul processo che ha portato alla nascita di queste lingue è pertanto possibile fare soprattutto ipotesi e la carenza di dati certi lascia aperto il dibattito e le interpretazioni, contribuendo al sorgere di differenti e a volte confliggenti scuole di pensiero sulle dinamiche che hanno dato origine le lingue romanze. Tali differenti punti di vista risentono a volte anche del tentativo di dare maggiore legittimazione a posizioni politiche contemporanee andandone a cercare basi e motivazioni nei processi che, parallelamente al sorgere delle lingue, hanno generato anche i popoli e gli stati nazionali poi divenuti attori del continente europeo.
Alcune linee guida sono comunque identificabili con sufficiente certezza e attorno a esse vi è largo consenso nella comunità scientifica.

### Dai volgari latini alle lingue romanze

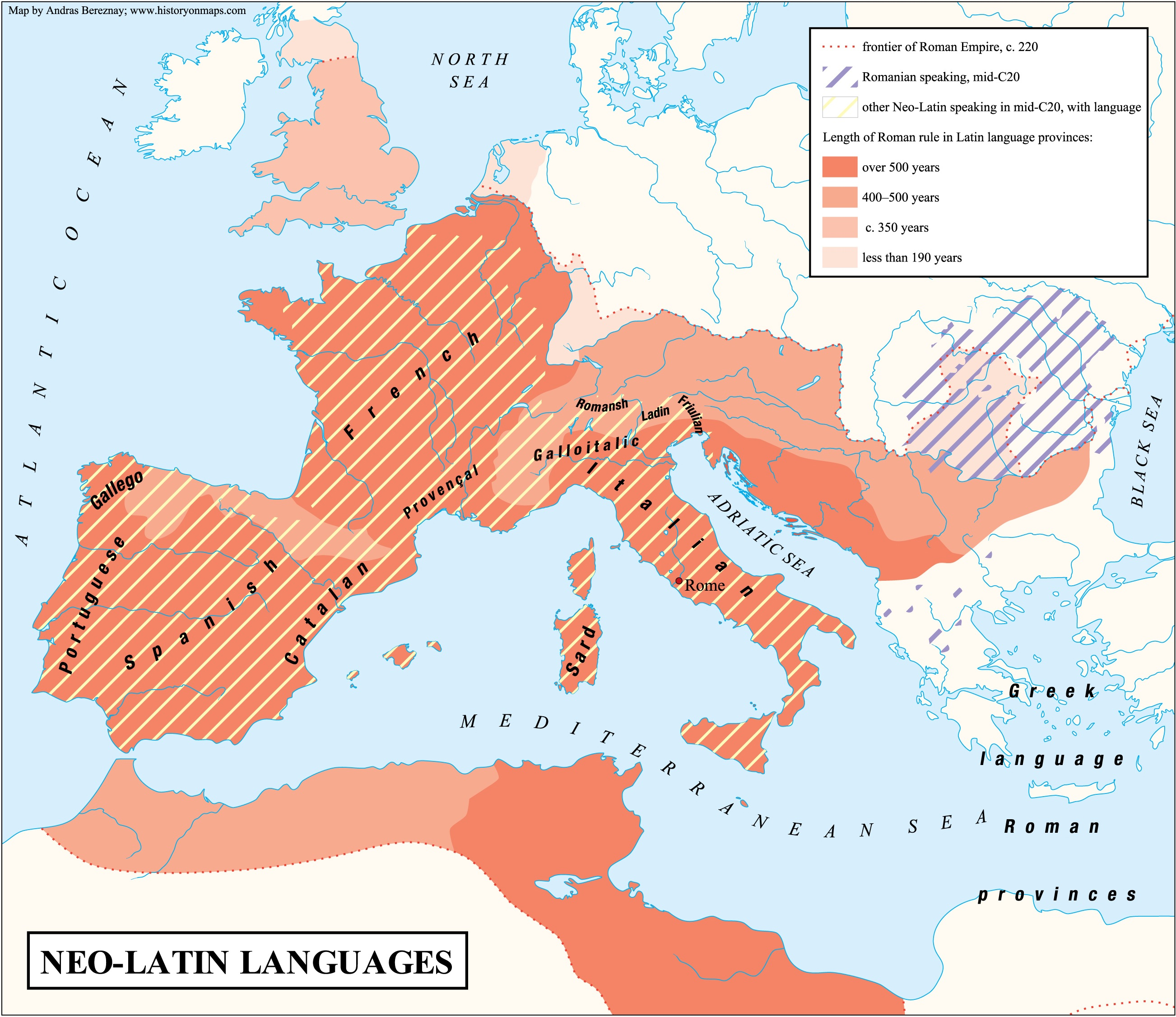
Lunghezza del dominio romano e distribuzione delle lingue romanze

Attraverso un processo durato secoli e avviatosi, a seconda delle regioni, in epoche diverse (soprattutto a partire dal IV secolo e poi proseguito, come vedremo, sino al X secolo), dall'incontro tra il latino diffuso dall'autorità Romana a livello politico, culturale ed etno-sociale (portato cioè dalla migrazione dei coloni di lingua latina o latinizzati) con le diverse lingue impiegate dalle popolazioni incluse nei confini dell'impero romano, soprattutto nella sua porzione occidentale, hanno preso a svilupparsi, in germe, quelle che poi diventeranno le lingue più propriamente definite come romanze.
Inizialmente vi fu una contaminazione del latino parlato dai funzionari, dai soldati e dai mercanti Romani che risiedevano in una certa provincia, da parte degli idiomi (quasi tutti celtici) parlati in quella regione dalle popolazioni autoctone. Il latino parlato da questi Romani, a propria volta, risentiva delle loro origini, sia dal punto di vista regionale (ossia dalla provincia di provenienza, con inevitabili differenze di accenti e lessico, derivate a propria volta dalla latinizzazione più o meno intensa di quelle province; la stessa lingua etrusca impiegò alcuni secoli a scomparire ed era ancora viva sebbene in grave declino agli inizi dell'Impero), sia dal punto di vista culturale (i soldati solitamente non parlavano una lingua altrettanto ricca e normalizzata quanto quella dei funzionari statali). Tali contaminazioni non furono mai decisive sino a che l'impero restò unito come entità politica, per l'enorme influenza culturale che esso recava con il proprio dominio: ne è prova sufficientemente valida la relativamente scarsa sopravvivenza di termini di sicura e schietta origine celtica nelle lingue romanze.
Alcuni, tuttavia, ipotizzando - più in base a ricerche di carattere speculativo che a dati certi - una notevole affinità tra latino e lingue celtiche (nell'ambito della comune eredità indoeuropea), avanzano l'ipotesi che lo sviluppo delle lingue poi dette convenzionalmente romanze, sia partito soprattutto dalle lingue indoeuropee parlate dalle popolazioni presenti nell'impero, sulle quali il latino (che ne condivideva comuni origini) avrebbe avuto un'influenza più limitata di quanto generalmente accettato. Tali ricerche tendono a valorizzare il più possibile determinati caratteri linguistici che costituirebbero i sostrati non prettamente latini (soprattutto celtici, ma anche affini seppur non coincidenti con il latino) delle lingue romanze, in opposizione ai superstrati intervenuti nella formazione delle nuove lingue successivamente alla caduta dell'Impero romano, dovute all'influsso delle lingue (soprattutto germaniche, anch'esse di ceppo indoeuropeo) parlate da popoli comunemente individuati come Barbari.
Va però osservato che tali ipotesi, per quanto talvolta affascinanti, mancano del sostegno di un corpus di testimonianze linguistiche e letterarie abbastanza vasto che consenta loro di uscire dall'ambito delle speculazioni.
Il meccanismo di genesi delle nuove lingue si mise in ogni caso in moto con una brusca accelerazione con il crollo dell'impero e la migrazione massiccia e molto concentrata nel tempo di popolazioni generalmente germanofone (Invasioni barbariche). A seguito delle invasioni in molte regioni dell'ex-impero venne persino sconvolto l'equilibrio etnico e linguistico esistente, mentre le popolazioni più schiettamente latine e latinizzate furono a volte quasi del tutto spazzate via dalla scena senza mai più essere sostituite, come avvenne in Britannia, totalmente evacuata all'inizio del V secolo da militari e funzionari per tentare di far fronte, con il loro contributo, alle minacce frattanto subite da Gallia e Italia.

### Date di nascita delle lingue romanze
La nascita delle diverse lingue romanze è variamente individuabile e documentata e avviene - nella maggior parte dei casi - nei secoli immediatamente successivi alla caduta dell'Impero romano d'Occidente, che causò la perdita dell'unità linguistica, oltre che politica, garantita dalle sue istituzioni.
La prima attestazione del termine romana (romana lingua, da cui il termine romanza nel senso di lingua derivata dal latino), risale al Concilio di Tours (813), durante il quale così ci si riferisce alla lingua comunemente parlata all'epoca in Gallia, in opposizione alla lingua germanica parlata dai Franchi invasori.
Il Serment de Strasbourg o Giuramento di Strasburgo (842) è indicato come il primo documento ufficiale in cui si impieghi un antenato del francese (e del tedesco, essendo stato redatto in due copie da Carlo il Calvo e Ludovico il Germanico, una latinizzante e l'altra germanizzante).
Tra i rari documenti pervenuti della lingua protofrancese, (fase iniziale del passaggio dal latino a una forma precoce di francese) è rilevante il Glossario di Reichnau, redatto nel IX sec. (880 d.C.) e avente varie colonne riguardanti lemmi latini e loro definizioni, insieme ad altre concernenti le lingue dell'area francese.
Il primo documento ufficiale giunto sino ai nostri tempi che attesta l'uso del volgare in Italia è il celebre placito capuano, databile al 960 (anche se esistono attestazioni precedenti che, pur senza valore di ufficialità, testimoniano il distacco dal latino in corso almeno dall'VIII secolo, come ad esempio l'indovinello veronese).
Sono del X secolo le Glosse silensi e le Glosse emilianensi, più antiche testimonianze esplicite dell'esistenza dello spagnolo antico: si tratta di annotazioni aggiunte a testi latini da monaci Benedettini dei monasteri di San Millán de la Cogolla o di Suso. Tali note costituiscono vere e proprie traduzioni dello scritto originale. Tra esse, ad esempio, si può leggere "quod: por ke" oppure "ignorante: non sapiendo".
Risale invece a poco prima del 1175 il più antico documento del volgare portoghese pervenutoci: si tratta di una sorta di patto di non aggressione tra due fratelli, Gomes Pais e Ramiro Pais, scoperto dal ricercatore José António Souto. Prima di tale scoperta si reputavano più antichi alcuni testi con datazione oscillante tra il 1192 e il XIII secolo, come l'Auto de Partilhas e la Notícia de Torto.
La scarsità di reperti antichi rende difficile non solo stabilire la "data di nascita" del romeno (una delle lingue romanze balcaniche), ma persino incerta la sua evoluzione, a dispetto delle teorie, largamente condivise, che lo vogliono discendente più o meno diretto della comunità latinofona dell'antica Dacia romana. Il più antico documento che fa certamente capo a un antenato dell'attuale romeno è la Lettera di Neacșu nel 1521.
È controversa la datazione (e persino l'autenticità, almeno per quello che riguarda la sua ipotetica prima stesura) di quello che è comunemente ritenuto il più antico documento del volgare sardo, la Donazione del giudice Torchitorio all'arcivescovo di Cagliari dei villaggi di Sant'Agata di Sulcis e di Sant'Agata di Rutilas, risalente, pare, agli anni attorno al 1080.
Per quanto riguarda l'area ligure, il primo insieme di testi scritti interamente in lingua autoctona si colloca fra la metà del XIII secolo e la prima metà del XIV: si tratta dell'opera dell'Anonimo Genovese, contenuta nel cosiddetto Codice Molfino e conservata presso l'Archivio Storico del Comune di Genova. Quanto invece all'area piemontese, il testo più antico è databile tra la fine del secolo XII e l'inizio del secolo XIII: si tratta dei Sermoni Subalpini, 22 sermoni festivi, di autore anonimo, contenuti nel codice D.VI.10 della Biblioteca Nazionale di Torino e ritrovati nel 1847.

### DalDe vulgari eloquentiaai giorni nostri
Il primo documento teorico dedicato alle lingue romanze, scritto in latino, è il De vulgari eloquentia ("La parlata popolare") di Dante (XIII secolo), dove appare la differenziazione in lingua d'oïl (galloromanzo settentrionale), lingua d'oc (galloromanzo meridionale) e lingua del sì (italoromanzo) riferendosi alla forma rispettiva della parola "sì" assunta nelle diverse aree dalle varie lingue romanze.
Al di là di queste date, che in ogni caso attestano le date a partire dalle quali è certa l'affermazione di diversi volgari come lingue, va sottolineata l'espansione straordinaria che diverse di esse hanno avuto nel mondo a seguito delle vicende coloniali.
La lingua romanza più parlata nel mondo è lo spagnolo seguito da francese e portoghese (anch'essi con le loro varianti sorte in ambito coloniale) e quindi da italiano e romeno.
Il latino ha notevolmente influenzato anche l'inglese, il cui lessico è in grande parte (circa il 60%) di matrice romanza o latina e, assieme alle lingue romanze, ha contribuito anche alla nascita di molte lingue artificiali, sia universali (quali l'interlingua, il latino moderno e il latino sine flexione), ma anche l'esperanto, che è per circa il 60% di origine latina o romanza, (seguita da circa il 30% di origine germanica e da circa il 10% di origine slava), sia anche lingue usate per finzione come il brithenig o il wenedyk.